# Hakkas
Hakkas (finska: Hakanen; lulesamiska: Hákkes) är en tätort i Hakkas distrikt (Gällivare socken) i Gällivare kommun.
Byn har cirka 390 invånare och är därmed den största tätorten på Gällivare landsbygd. Dess främsta näring är skogsbruk, men de flesta invånarna arbetspendlar till Gällivare eller Malmberget.

## Befolkningsutveckling
| Befolkningsutvecklingen i Hakkas 1960–2020 | Befolkningsutvecklingen i Hakkas 1960–2020 | Befolkningsutvecklingen i Hakkas 1960–2020 | Befolkningsutvecklingen i Hakkas 1960–2020 | Befolkningsutvecklingen i Hakkas 1960–2020 |
| ------------------------------------------ | ------------------------------------------ | ------------------------------------------ | ------------------------------------------ | ------------------------------------------ |
|                                            |                                            |                                            |                                            |                                            |
| År                                         |                                            |                                            | Folkmängd                                  | Areal (ha)                                 |
| 1960                                       | 1960                                       |                                            | 764                                        | 128                                        |
| 1965                                       | 1965                                       |                                            | 654                                        | 128                                        |
| 1970                                       | 1970                                       |                                            | 537                                        |                                            |
| 1975                                       | 1975                                       |                                            | 511                                        |                                            |
| 1980                                       | 1980                                       |                                            | 524                                        |                                            |
| 1990                                       | 1990                                       |                                            | 432                                        | 156                                        |
| 1995                                       | 1995                                       |                                            | 420                                        | 156                                        |
| 2000                                       | 2000                                       |                                            | 407                                        | 152                                        |
| 2005                                       | 2005                                       |                                            | 383                                        | 152                                        |
| 2010                                       | 2010                                       |                                            | 365                                        | 151                                        |
| 2015                                       | 2015                                       |                                            | 374                                        | 128                                        |
| 2020                                       | 2020                                       |                                            | 361                                        | 127                                        |
|                                            |                                            |                                            |                                            |                                            |

## Samhället
I byn finns ett antal småföretag, en butik, kyrka, bensinstation, tatuerare, bibliotek, skola, förskola, gatukök, pizzeria och ett kafé. Byn har också ett badhus. Skolan i Hakkas har årskurs 1–9. Här går elever från Dokkas, Leipojärvi, Ullatti och Nattavaara.